# Kimstad
Kimstad – miejscowość (tätort) w Szwecji, w regionie administracyjnym (län) Östergötland, w gminie Norrköping.
Według danych Szwedzkiego Urzędu Statystycznego liczba ludności wyniosła: 1469 (31 grudnia 2015), 1572 (31 grudnia 2018) i 1627 (31 grudnia 2019).